# Ingrid Günther
Ingrid Günther, född Sjöberg 28 augusti 1888 i Stockholm, död där 13 augusti 1981, var en svensk målare, textilkonstnär och mönstertecknare.
Hon var dotter till regementsveterinären Ernst Otto Leopold Sjöberg och Anna Henrika Morell samt syster till Greta Sjöberg, som var gift med Verner von Heidenstam och Anders Österling. År 1909 gifte hon sig med utrikesminister Christian Günther och blev mor till Lena Günther Strååt. Günther studerade vid ett flertal målarskolor innan hon 1905–1906 var elev vid Haute Claire Marlotte i Frankrike hon fortsatte sina målarstudier vid Académie Colarossi 1906, Wilhelmsons målarskola i Göteborg 1907 samt Konstnärsförbundets målarskola i Stockholm 1907–1908. Hon arbetade som mönstertecknare vid Handarbetets vänner i Stockholm 1909–1914. Hon var mycket sparsam med utställningar; under Konstindustriutställningen 1909 fanns en liten monter med hennes föremål i Selma Giöbels utställningslokal och hon visade upp några målningar i utställningen De unga på Lunds universitets konstmuseum 1914. Bland hennes större arbeten märks en del dekorationsmålningar i privatbostäder och offentliga lokaler. Bland annat utförde hon en freskomålning i Rosengrens källare i Stockholm, väggmålningar på Stadshotellet i Trosa och Pensionsstyrelsens vilohem i Åre. Hennes bildkonst består huvudsakligen av landskapsskildringar utförda i olja samt textila tavlor. Hon utgav Broderier 1914 och  Broderimönster 1917. Ingrid Günther är begravd på Djursholms begravningsplats.